# Săhăteni
Săhăteni est une commune roumaine située dans le județ de Buzău.